# 筒柱螺科
筒柱螺科（學名：Cylindrobullidae）是一群微型到小型种类海洋腹足纲软体动物的科，最大个体体长只有几毫米。

## 分類
本科不再分為亞科。之下就只有筒柱螺属（Cylindrobulla P. Fischer, 1857）一個屬。舊屬頭楯目，今屬囊舌目。再上層的分類學給化詳見筒柱螺屬的分類學變化。